# Verein für Bewegungsspiele Stuttgart 1893 2021-2022
Questa pagina raccoglie i dati riguardanti il Verein für Bewegungsspiele Stuttgart 1893 nelle competizioni ufficiali della stagione 2021-2022.

## Stagione
La stagione 2021-2022 vede la 55ª partecipazione alla Bundesliga per lo Stoccarda, che conferma in panchina il tecnico statunitense Pellegrino Matarazzo. Il primo impegno ufficiale dei Roten è il match valido per il primo turno di Coppa di Germania, contro la BFC Dynamo, vinto con un tennistico 6-0 al Friedrich-Ludwig-Jahn-Sportpark. L'esordio in campionato sorride ai Roten, che battono per 5-1 il Greuther Fürth, ma perdono per un brutto infortunio il giovane Sankoh. Dopo lo splendido inizio di stagione, già alla seconda giornata di campionato avviene il primo stop per gli uomini di Matarazzo, che perdono per 4-0 sul campo del RB Lipsia.
Il 27 ottobre si conclude l'avventura in coppa di Germania per lo Stoccarda, che viene sconfitto a domicilio 2-0 dal Colonia. Il 19 dicembre si conclude il girone di andata dello Stoccarda, sconfitta a Colonia per 1-0, con la squadra impiegata nella lotta per non retrocedere. Il 14 maggio si conclude la stagione della squadra di Matarazzo, che vince in extremis contro il Colonia per 2-1 e ottiene i tre punti che valgono la permanenza in Bundesliga, grazie alla differenza reti favorevole nei confronti dell'Hertha Berlino.

## Maglie e sponsor

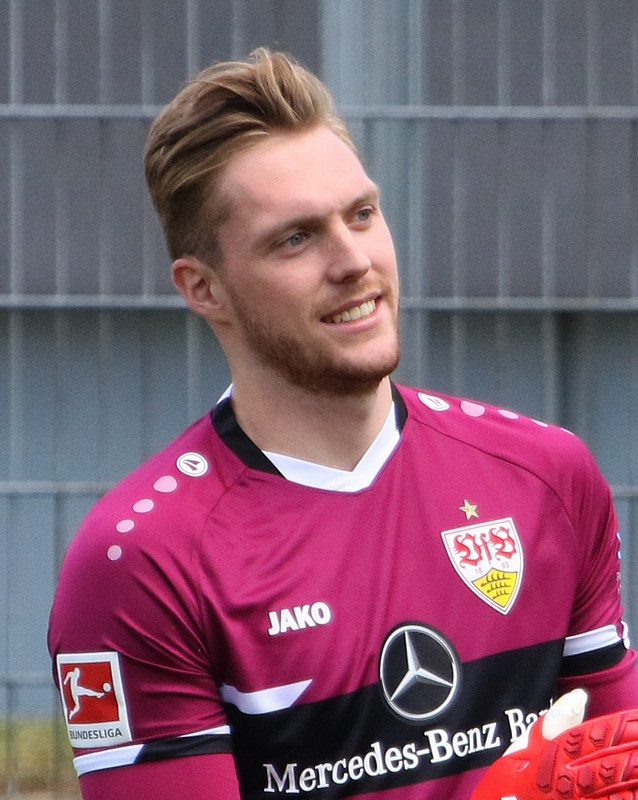
Florian Müller con la nuova maglia portiere

Lo sponsor tecnico per la stagione 2021-2022 è Jako, mentre lo sponsor ufficiale è per la nona stagione consecutiva Mercedes-Benz Bank. La prima e la seconda divisa riprendono i colori tradizionali bianco e rosso, con dettagli moderni di nero. La prima divisa da portiere è completamente viola con dettaglio nero, mentre la seconda riflette i colori della città di Stoccarda: il giallo e il nero.
|  | Casa |  | Trasferta |  |

## Organigramma societario

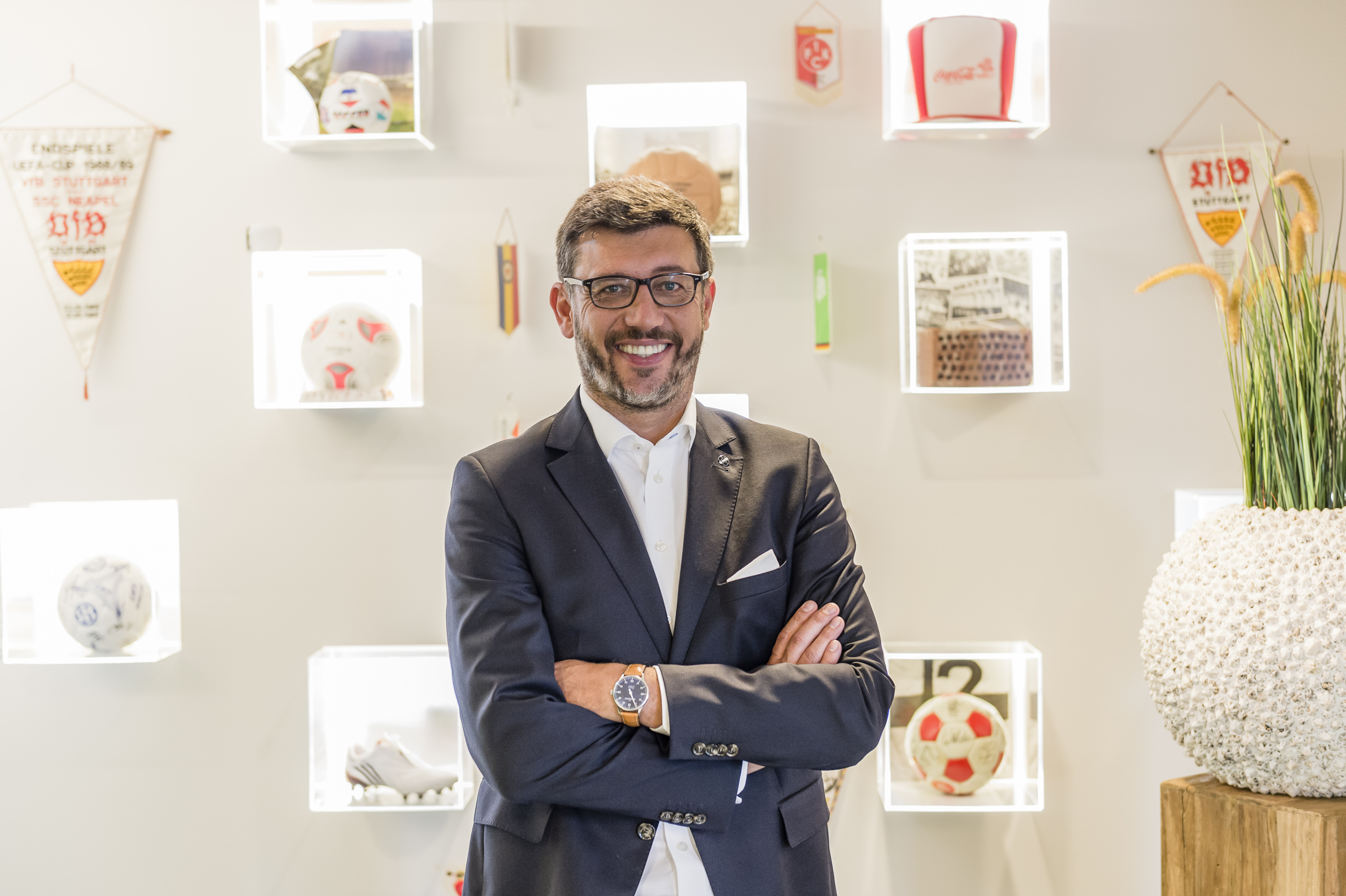
Claus Vogt, il presidente dello Stoccarda

Dal sito internet ufficiale della società.
Area direttiva
- Presidente: Claus Vogt
- Vicepresidente: Bertram Sugg
- Supervisori: Guido Buchwald, Bernd Gaiser, Hartmut Jenner, Hermann Ohlicher, Franz Reiner, Bertram Sugg

Area amministrativa
- Amministratore delegato: Thomas Hitzlsperger
- Direttore finanziario: Thomas Ignatzi
- Capo marketing e vendite: Rouven Kasper

Area tecnica
- Allenatore: Pellegrino Matarazzo

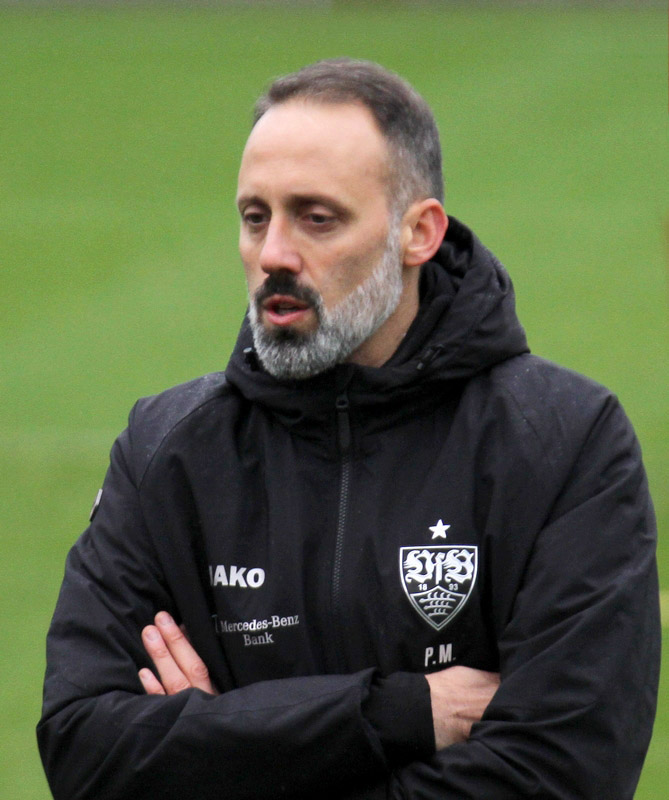
Pellegrino Matarazzo, il tecnico dei Roten

- Allenatore in seconda: Peter Perchtold
- Assistenti allenatore: Michael Wimmer, Michael Kammermeyer
- Allenatore dei portieri: Steffen Krebs
- Supervisori: Günther Schäfer, Peter Reichert

Area medica
- Preparatori atletici: Martin Franz, Matthias Schiffers, Oliver Bartlett
- Medici di squadra: Raymond Best, Heiko Striegel, Mario Bucher
- Fisioterapisti: Gerhard Wörn, Matthias Hahn, Manuel Roth
- Analisti: Marcus Fregin, Emiel Schulze
- Psicologo: Dino Poimann

Area marketing
- Direttore area marketing: Jochen Röttgermann
- Equipaggiamento: Michael Meusch, Gordana Markovic-Masala

Area comunicazione
- Direttore della comunicazione: Oliver Schraft

## Rosa

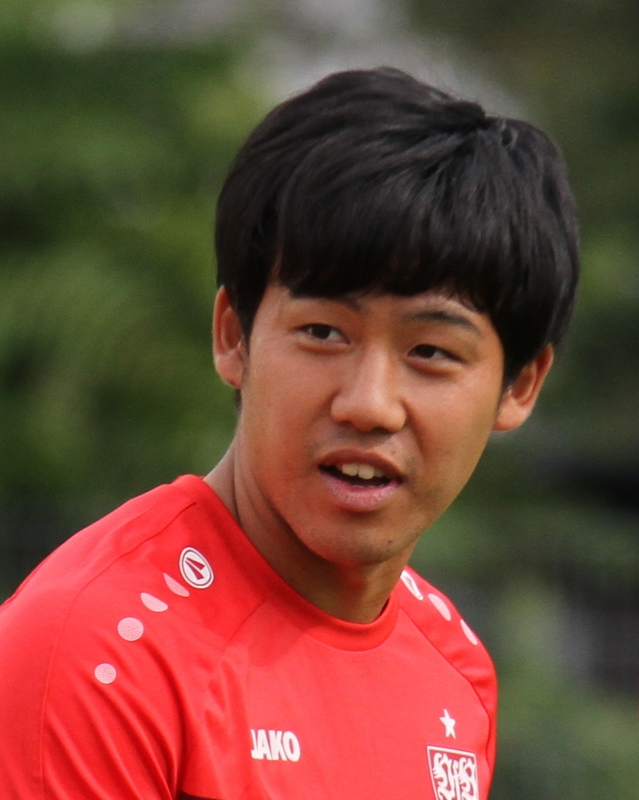
Wataru Endō è il nuovo capitano dello Stoccarda

Rosa e numerazione dello Stoccarda tratte dal sito ufficiale.
| N. |                               | Ruolo | Calciatore              |
| -- | ----------------------------- | ----- | ----------------------- |
| 1  | Germania (bandiera)           | P     | Florian Müller          |
| 2  | Germania (bandiera)           | D     | Waldemar Anton          |
| 3  | Giappone (bandiera)           | C     | Wataru Endō (capitano)  |
| 4  | Germania (bandiera)           | D     | Marc-Oliver Kempf       |
| 5  | Grecia (bandiera)             | D     | Kōnstantinos Mavropanos |
| 6  | Inghilterra (bandiera)        | C     | Clinton Mola            |
| 7  | Francia (bandiera)            | A     | Tanguy Coulibaly        |
| 8  | Francia (bandiera)            | C     | Enzo Millot             |
| 9  | Austria (bandiera)            | A     | Saša Kalajdžić          |
| 10 | Germania (bandiera)           | C     | Daniel Didavi           |
| 11 | Germania (bandiera)           | C     | Erik Thommy             |
| 14 | RD del Congo (bandiera)       | A     | Silas Katompa Mvumpa    |
| 15 | Germania (bandiera)           | D     | Pascal Stenzel          |
| 16 | Germania (bandiera)           | C     | Atakan Karazor          |
| 17 | Egitto (bandiera)             | A     | Omar Marmoush           |
| 18 | Marocco (bandiera)            | A     | Hamadi Al Ghaddioui     |
| 18 | Portogallo (bandiera)         | A     | Tiago Tomás             |
| 19 | Macedonia del Nord (bandiera) | C     | Darko Čurlinov          |

| N. |                        | Ruolo | Calciatore       |
| -- | ---------------------- | ----- | ---------------- |
| 19 | Danimarca (bandiera)   | A     | Wahid Faghir     |
| 20 | Germania (bandiera)    | C     | Philipp Förster  |
| 21 | Germania (bandiera)    | C     | Philipp Klement  |
| 22 | Germania (bandiera)    | C     | Chris Führich    |
| 23 | Belgio (bandiera)      | C     | Orel Mangala     |
| 24 | Croazia (bandiera)     | D     | Borna Sosa       |
| 25 | Germania (bandiera)    | C     | Lilian Egloff    |
| 28 | Danimarca (bandiera)   | C     | Nikolas Nartey   |
| 30 | Germania (bandiera)    | C     | Roberto Massimo  |
| 31 | Argentina (bandiera)   | C     | Mateo Klimowicz  |
| 32 | Francia (bandiera)     | C     | Naouirou Ahamada |
| 33 | Germania (bandiera)    | P     | Fabian Bredlow   |
| 34 | Turchia (bandiera)     | C     | Ömer Faruk Beyaz |
| 37 | Giappone (bandiera)    | D     | Hiroki Itō       |
| 42 | Germania (bandiera)    | P     | Florian Schock   |
| 44 | Paesi Bassi (bandiera) | A     | Mohamed Sankoh   |
| 50 | Francia (bandiera)     | A     | Alexis Tibidi    |

## Calciomercato
Il calcio mercato dello Stoccarda si apre con le cessioni di due pedine fondamentali per la squadra di Matarazzo: Nicolás González ceduto agli italiani della Fiorentina e Gregor Kobel passato al Borussia Dortmund. Per difendere i pali viene acquistato Florian Müller dal Magonza.

### Sessione estiva
| Acquisti         | Acquisti         | Acquisti      | Acquisti                         |
| R.               | Nome             | da            | Modalità                         |
| ---------------- | ---------------- | ------------- | -------------------------------- |
| P                | Florian Müller   | Magonza       | definitivo (5 milioni €)         |
| D                | Hiroki Itō       | Júbilo Iwata  | prestito oneroso (0,1 milioni €) |
| C                | Ömer Faruk Beyaz | Fenerbahçe    | gratuito                         |
| C                | Chris Führich    | Paderborn     | definitivo (2,5 milioni €)       |
| C                | Enzo Millot      | Monaco        | definitivo (1,75 milioni €)      |
| A                | Wahid Faghir     | Vejle         | definitivo (4,5 milioni €)       |
| A                | Omar Marmoush    | Wolfsburg     | prestito                         |
| Altre operazioni |                  |               |                                  |
| R.               | Nome             | da            | Modalità                         |
| D                | Maxime Awoudja   | Türkgücü      | fine prestito                    |
| D                | Pablo Maffeo     | Huesca        | fine prestito                    |
| C                | Naouirou Ahamada | Juventus U23  | definitivo (1,5 milioni €)       |
| C                | Nikolas Nartey   | Sandhausen    | fine prestito                    |
| A                | Alou Kuol        | C.C. Mariners | gratuito                         |

| Cessioni         | Cessioni         | Cessioni              | Cessioni                         |
| R.               | Nome             | a                     | Modalità                         |
| ---------------- | ---------------- | --------------------- | -------------------------------- |
| P                | Jens Grahl       | Eintracht Francoforte | definitivo (0,25 milioni €)      |
| P                | Gregor Kobel     | Borussia Dortmund     | definitivo (15 milioni €)        |
| D                | Marcin Kamiński  | Schalke 04            | gratuito                         |
| C                | Gonzalo Castro   |                       | svincolato                       |
| C                | Darko Čurlinov   | Schalke 04            | prestito                         |
| A                | Nicolás González | Fiorentina            | definitivo (23 milioni €)        |
| Altre operazioni |                  |                       |                                  |
| R.               | Nome             | a                     | Modalità                         |
| D                | Antonis Aidonis  | Dinamo Dresda         | prestito                         |
| D                | Maxime Awoudja   | WSG Swarovski Tirol   | prestito                         |
| D                | Pablo Maffeo     | Maiorca               | prestito oneroso (0,5 milioni €) |
| C                | Naouirou Ahamada | Juventus U23          | fine prestito                    |
| C                | Luca Mack        | Újpest                | ?                                |

### Sessione invernale
| Acquisti         | Acquisti    | Acquisti  | Acquisti                         |
| R.               | Nome        | da        | Modalità                         |
| ---------------- | ----------- | --------- | -------------------------------- |
| A                | Tiago Tomás | Stoccarda | prestito oneroso (0,5 milioni €) |
| Altre operazioni |             |           |                                  |
| R.               | Nome        | da        | Modalità                         |

| Cessioni         | Cessioni            | Cessioni       | Cessioni                    |
| R.               | Nome                | a              | Modalità                    |
| ---------------- | ------------------- | -------------- | --------------------------- |
| D                | Marc-Oliver Kempf   | Hertha Berlino | definitivo (0,5 milioni €)  |
| C                | Momo Cissé          | Wisła Cracovia | prestito                    |
| C                | Philipp Klement     | Paderborn      | prestito                    |
| A                | Hamadi Al Ghaddioui | Pafos          | definitivo (0,07 milioni €) |
| Altre operazioni |                     |                |                             |
| R.               | Nome                | a              | Modalità                    |

## Risultati

### Bundesliga

#### Girone di andata
| Arbitro: | Zwayer (Berlino) |

|                                                      |           |                |
| Endō 30’ Klement 36’ Kempf 55’, 76’ Al Ghaddioui 61’ | Marcatori | 90+3’ Leweling |

| Arbitro: | Badstübner (Windsbach) |

|                                                         |           |  |
| Szoboszlai 38’, 52’ Forsberg 46’ André Silva 65’ (rig.) | Marcatori |  |

| Arbitro: | Willenborg (Osnabrück) |

|                                   |           |                        |
| Mavropanos 45’ Al Ghaddioui 45+2’ | Marcatori | 3’, 9’ Jeong 28’ Höler |

| Arbitro: | Jöllenbeck (Friburgo) |

|            |           |              |
| Kostić 79’ | Marcatori | 88’ Marmoush |

| Arbitro: | Cortus (Röthenbach) |

|             |           |                                 |
| Mangala 38’ | Marcatori | 2’ Andrich 19’ Schick 70’ Wirtz |

| Bochum 26 settembre 2021, ore 15:30 CEST 6ª giornata | Bochum                 | 0 – 0 referto | Stoccarda | Vonovia Ruhrstadion (15 300 spett.)\| Arbitro: \| Dingert (Lebecksmühle) \| |
| Arbitro:                                             | Dingert (Lebecksmühle) |               |           |                                                                             |

| Arbitro: | Osmers (Hannover) |

|                                      |           |                  |
| Kempf 18’ Mavropanos 61’ Massimo 81’ | Marcatori | 84’ Bruun Larsen |

| Arbitro: | Brych (Monaco di Baviera) |

|             |           |                |
| Hofmann 42’ | Marcatori | 15’ Mavropanos |

| Arbitro: | Badstübner (Windsbach) |

|              |           |             |
| Faghir 90+3’ | Marcatori | 31’ Awoniyi |

| Arbitro: | Ittrich (Amburgo) |

|                                                             |           |            |
| Oxford 30’ Gouweleeuw 52’ Niederlechner 72’ Finnbogason 81’ | Marcatori | 7’ Führich |

| Arbitro: | Dingert (Lebecksmühle) |

|  |           |             |
|  | Marcatori | 19’ Okugawa |

| Arbitro: | Osmers (Hannover) |

|                    |           |             |
| Malen 56’ Reus 85’ | Marcatori | 63’ Massimo |

| Arbitro: | Jöllenbeck (Friburgo in Brisgovia) |

|                  |           |          |
| Itō 21’ Sosa 51’ | Marcatori | 39’ Hack |

| Arbitro: | Brand (Unterspiesheim) |

|                          |           |                  |
| Marmoush 15’ Förster 19’ | Marcatori | 40’, 76’ Jovetić |

| Arbitro: | Stegemann (Niederkassel) |

|  |           |                            |
|  | Marcatori | 25’ Mavropanos 63’ Förster |

| Arbitro: | Schröder (Hannover) |

|  |           |                                           |
|  | Marcatori | 40’, 53’, 74’ Gnabry 69’, 72’ Lewandowski |

| Arbitro: | Dankert (Rostock) |

|             |           |  |
| Modeste 88’ | Marcatori |  |

#### Girone di ritorno
| Fürth 8 gennaio 2022, ore 15:30 CET 18ª giornata | Greuther Fürth            | 0 – 0 referto | Stoccarda | Sportpark Ronhof (0 spett.)\| Arbitro: \| Brych (Monaco di Baviera) \| |
| Arbitro:                                         | Brych (Monaco di Baviera) |               |           |                                                                        |

| Arbitro: | Schlager (Hügelsheim) |

|  |           |                                   |
|  | Marcatori | 11’ (rig.) André Silva 70’ Nkunku |

| Arbitro: | Stieler (Amburgo) |

|                           |           |  |
| Itō 11’ (aut.) Schade 71’ | Marcatori |  |

| Arbitro: | Stegemann (Niederkassel) |

|                         |           |                             |
| Anton 42’ Kalajdžić 70’ | Marcatori | 7’ N'Dicka 47’, 77’ Hrustic |

| Arbitro: | Brych (Monaco di Baviera) |

|                                         |           |                   |
| Diaby 41’ Adli 52’ Wirtz 86’ Schick 90’ | Marcatori | 49’, 88’ T. Tomás |

| Arbitro: | Osmers (Hannover) |

|                          |           |                    |
| Bella-Kotchap 56’ (aut.) | Marcatori | 90+4’ (rig.) Löwen |

| Arbitro: | Jöllenbeck (Müllheim) |

|                      |           |          |
| Baumgartner 85’, 90’ | Marcatori | 58’ Endō |

| Arbitro: | Dingert (Lebecksmühle) |

|                                    |           |                     |
| Endō 38’ Führich 51’ Kalajdžić 83’ | Marcatori | 14’ Pléa 35’ Thuram |

| Arbitro: | Hartmann (Wangen im Allgäu) |

|                    |           |               |
| Awoniyi 41’ (rig.) | Marcatori | 90’ Kalajdžić |

| Arbitro: | Ittrich (Amburgo) |

|                                     |           |                         |
| Anton 44’ Marmoush 79’ T. Tomás 85’ | Marcatori | 6’ Hahn 45’ Gregoritsch |

| Arbitro: | Ittrich (Amburgo) |

|            |           |                      |
| Krüger 59’ | Marcatori | 25’ (rig.) Kalajdžić |

| Arbitro: | Osmers (Hannover) |

|  |           |                 |
|  | Marcatori | 12’, 71’ Brandt |

| Magonza 16 aprile 2022, ore 15:30 CEST 30ª giornata | Magonza                 | 0 – 0 referto | Stoccarda | Mewa Arena (30 128 spett.)\| Arbitro: \| Badstübner (Norimberga) \| |
| Arbitro:                                            | Badstübner (Norimberga) |               |           |                                                                     |

| Arbitro: | Brych (Monaco di Baviera) |

|                         |           |  |
| Selke 4’ Belfodil 90+3’ | Marcatori |  |

| Arbitro: | Jablonski (Brema) |

|             |           |            |
| Führich 89’ | Marcatori | 13’ Brooks |

| Arbitro: | Aytekin (Oberasbach) |

|                       |           |                           |
| Gnabry 35’ Müller 44’ | Marcatori | 8’ T. Tomás 52’ Kalajdžić |

| Arbitro: | Schröder (Hannover) |

|                          |           |             |
| Kalajdžić 12’ Endō 90+2’ | Marcatori | 59’ Modeste |

### Coppa di Germania
| Arbitro: | Müller (Brema) |

|  |           |                                                                                  |
|  | Marcatori | 26’ Al Ghaddioui 45+1’ Sosa 53’ Mavropanos 68’ Klimowicz 82’ Sankoh 88’ Čurlinov |

| Arbitro: | Aytekin (Oberasbach) |

|  |           |                  |
|  | Marcatori | 72’, 77’ Modeste |

## Statistiche

### Statistiche di squadra
| Competizione      | Punti | In casa | In casa | In casa | In casa | In casa | In casa | In trasferta | In trasferta | In trasferta | In trasferta | In trasferta | In trasferta | Totale | Totale | Totale | Totale | Totale | Totale | DR  |
| Competizione      | Punti | G       | V       | N       | P       | Gf      | Gs      | G            | V            | N            | P            | Gf           | Gs           | G      | V      | N      | P      | Gf     | Gs     | DR  |
| ----------------- | ----- | ------- | ------- | ------- | ------- | ------- | ------- | ------------ | ------------ | ------------ | ------------ | ------------ | ------------ | ------ | ------ | ------ | ------ | ------ | ------ | --- |
| Bundesliga        | 34    | 17      | 6       | 4       | 7       | 28      | 32      | 17           | 1            | 8            | 8            | 13           | 27           | 34     | 7      | 12     | 15     | 41     | 59     | -18 |
| Coppa di Germania | -     | 1       | 0       | 0       | 1       | 0       | 2       | 1            | 1            | 0            | 0            | 6            | 0            | 2      | 1      | 0      | 1      | 6      | 2      | +4  |
| Totale            | -     | 18      | 6       | 4       | 8       | 28      | 34      | 18           | 2            | 8            | 8            | 19           | 27           | 36     | 8      | 12     | 16     | 47     | 61     | -14 |

### Andamento in campionato
| Giornata  | 1 | 2  | 3  | 4  | 5  | 6  | 7  | 8  | 9  | 10 | 11 | 12 | 13 | 14 | 15 | 16 | 17 | 18 | 19 | 20 | 21 | 22 | 23 | 24 | 25 | 26 | 27 | 28 | 29 | 30 | 31 | 32 | 33 | 34 |
| --------- | - | -- | -- | -- | -- | -- | -- | -- | -- | -- | -- | -- | -- | -- | -- | -- | -- | -- | -- | -- | -- | -- | -- | -- | -- | -- | -- | -- | -- | -- | -- | -- | -- | -- |
| Luogo     | C | T  | C  | T  | C  | T  | C  | T  | C  | C  | T  | C  | T  | C  | T  | C  | T  | T  | C  | T  | C  | T  | C  | T  | C  | T  | C  | C  | T  | C  | T  | C  | T  | C  |
| Risultato | V | P  | P  | N  | P  | N  | V  | N  | N  | P  | P  | P  | V  | N  | V  | P  | P  | N  | P  | P  | P  | P  | N  | P  | V  | N  | V  | N  | P  | N  | P  | N  | N  | V  |
| Posizione | 1 | 10 | 13 | 10 | 14 | 13 | 12 | 12 | 13 | 13 | 15 | 16 | 15 | 15 | 15 | 15 | 16 | 15 | 17 | 17 | 17 | 17 | 17 | 17 | 17 | 16 | 14 | 15 | 15 | 16 | 16 | 16 | 16 | 15 |

Legenda:

Luogo: C = Casa; T = Trasferta. Risultato: V = Vittoria; N = Pareggio; P = Sconfitta.

### Statistiche dei giocatori
In corsivo i calciatori che hanno lasciato la squadra a stagione in corso.
| Giocatore       | Bundesliga | Bundesliga | Bundesliga  | Bundesliga | Coppa di Germania | Coppa di Germania | Coppa di Germania | Coppa di Germania | Totale   | Totale | Totale      | Totale     |
| Giocatore       | Presenze   | Reti       | Ammonizioni | Espulsioni | Presenze          | Reti              | Ammonizioni       | Espulsioni        | Presenze | Reti   | Ammonizioni | Espulsioni |
| --------------- | ---------- | ---------- | ----------- | ---------- | ----------------- | ----------------- | ----------------- | ----------------- | -------- | ------ | ----------- | ---------- |
| N. Ahamada      | 3          | 0          | 0           | 0          | 1                 | 0                 | 1                 | 0                 | 4        | 0      | 1           | 0          |
| H. Al Ghaddioui | 10         | 2          | 2           | 0          | 2                 | 1                 | 0                 | 0                 | 12       | 3      | 2           | 0          |
| W. Anton        | 29         | 2          | 6           | 1          | 1                 | 0                 | 0                 | 0                 | 30       | 2      | 6           | 1          |
| Ö. Beyaz        | 4          | 0          | 0           | 0          | 1                 | 0                 | 0                 | 0                 | 5        | 0      | 0           | 0          |
| F. Bredlow      | 4          | -7         | 0           | 0          | 2                 | -2                | 0                 | 0                 | 6        | -9     | 0           | 0          |
| T. Coulibaly    | 21         | 0          | 8           | 0          | 1                 | 0                 | 0                 | 0                 | 22       | 0      | 8           | 0          |
| D. Čurlinov     | 0          | 0          | 0           | 0          | 1                 | 1                 | 0                 | 0                 | 1        | 1      | 0           | 0          |
| D. Didavi       | 10         | 0          | 1           | 0          | 2                 | 0                 | 0                 | 0                 | 12       | 0      | 1           | 0          |
| L. Egloff       | 4          | 0          | 0           | 0          | 0                 | 0                 | 0                 | 0                 | 4        | 0      | 0           | 0          |
| W. Endō         | 33         | 4          | 4           | 0          | 1                 | 0                 | 0                 | 0                 | 34       | 4      | 4           | 0          |
| W. Faghir       | 6          | 1          | 0           | 0          | 1                 | 0                 | 0                 | 0                 | 7        | 1      | 0           | 0          |
| P. Förster      | 20         | 2          | 4           | 0          | 1                 | 0                 | 0                 | 0                 | 21       | 2      | 4           | 0          |
| C. Führich      | 25         | 3          | 3           | 0          | 1                 | 0                 | 0                 | 0                 | 26       | 3      | 3           | 0          |
| H. Itō          | 29         | 1          | 2           | 0          | 2                 | 0                 | 0                 | 0                 | 31       | 1      | 2           | 0          |
| S. Kalajdžić    | 15         | 6          | 2           | 0          | 0                 | 0                 | 0                 | 0                 | 15       | 6      | 2           | 0          |
| A. Karazor      | 24         | 0          | 9           | 1          | 1                 | 0                 | 0                 | 0                 | 25       | 0      | 9           | 1          |
| M. Kempf        | 12         | 3          | 2           | 0          | 2                 | 0                 | 0                 | 0                 | 14       | 3      | 2           | 0          |
| P. Klement      | 6          | 1          | 0           | 0          | 1                 | 0                 | 0                 | 0                 | 7        | 1      | 0           | 0          |
| M. Klimowicz    | 15         | 0          | 2           | 0          | 2                 | 1                 | 0                 | 0                 | 17       | 1      | 2           | 0          |
| M. Maglica      | 1          | 0          | 0           | 0          | 0                 | 0                 | 0                 | 0                 | 1        | 0      | 0           | 0          |
| O. Mangala      | 28         | 1          | 4           | 0          | 1                 | 0                 | 0                 | 0                 | 29       | 1      | 4           | 0          |
| O. Marmoush     | 21         | 3          | 3           | 0          | 0                 | 0                 | 0                 | 0                 | 21       | 3      | 3           | 0          |
| R. Massimo      | 19         | 2          | 0           | 0          | 1                 | 0                 | 1                 | 0                 | 20       | 2      | 1           | 0          |
| K. Mavropanos   | 31         | 4          | 3           | 0          | 2                 | 1                 | 0                 | 0                 | 33       | 5      | 3           | 0          |
| E. Millot       | 6          | 0          | 0           | 0          | 0                 | 0                 | 0                 | 0                 | 6        | 0      | 0           | 0          |
| C. Mola         | 3          | 0          | 0           | 0          | 0                 | 0                 | 0                 | 0                 | 3        | 0      | 0           | 0          |
| F. Müller       | 30         | -52        | 0           | 0          | 0                 | -0                | 0                 | 0                 | 30       | -52    | 0           | 0          |
| N. Nartey       | 8          | 0          | 1           | 0          | 0                 | 0                 | 0                 | 0                 | 8        | 0      | 1           | 0          |
| M. Sankoh       | 1          | 0          | 0           | 0          | 1                 | 1                 | 0                 | 0                 | 2        | 1      | 0           | 0          |
| W. Silas        | 9          | 0          | 0           | 0          | 0                 | 0                 | 0                 | 0                 | 9        | 0      | 0           | 0          |
| B. Sosa         | 28         | 1          | 4           | 0          | 2                 | 1                 | 0                 | 0                 | 30       | 2      | 4           | 0          |
| P. Stenzel      | 16         | 0          | 1           | 0          | 1                 | 0                 | 0                 | 0                 | 17       | 0      | 1           | 0          |
| E. Thommy       | 11         | 0          | 0           | 0          | 1                 | 0                 | 0                 | 0                 | 12       | 0      | 0           | 0          |
| A. Tibidi       | 13         | 0          | 1           | 0          | 0                 | 0                 | 0                 | 0                 | 13       | 0      | 1           | 0          |
| T. Tomás        | 14         | 4          | 2           | 0          | -                 | -                 | -                 | -                 | 14       | 4      | 2           | 0          |